# Патрацкая библиотека
Патрацкая библиотека — частная публичная библиотека, основанная в селе Поторица под Сокалем. Была открыта для доступа в Львове. Функционировала до Второй мировой войны.

## Основания и перенос во Львов
Библиотеку основал Юзеф Дзедушицкий около 1815 года в Поторице. Сначала это были разрозненные коллекции Юзефа Дзедушицкого. Одна из них находилась в Львове и привезена в Поторици только после его смерти в 1847 году.
В 1847 году библиотека насчитывала около 20 тыс. томов, преимущественно изданий XVI — XVIII вв. В 1857 году сын Юзефа Владимир Дзедушицкий перевез её во Львов. Причиной, вероятно, послужило желание открыть библиотеку для общественности и нехватка помещений в Поторици. Вместе с библиотекой 20 ноября 1857 года в каменный дом с семьей вселился и библиотекарь рода Дзедушицких.
Библиотека торжественно открыта 1 августа 1859 года. До наших дней здание не сохранилось. 1909 года оно было разобрано и на том месте построен ряд доходных домов улицы Фредра (№ 2, 4, 4а, 6).

## Новые помещения и дальнейшие реорганизации
12 декабря 1868 граф Дзедушицкий приобрел у Альфреда Гауснера дом № 18 на улице Долгой (ныне ул. Театральная). После длительной реконструкции и приспособления здания к новым потребностям Патрацкая библиотека перенесена сюда. В 1874 году библиотека закрыта для широкой общественности. Вероятной причиной могли быть определённые финансовые трудности, которые испытывал Дзедушицкий, в связи с расходами на новый проект — Природоведческий музей. Современники также связывали закрытие библиотеки с резким изменением увлечений графа. В дальнейшем библиотека использовалась лишь отдельными учеными и для научной работы, проводимой лично Владимиром Дзедушицким. Активно сотрудничала с Курницькою библиотекой, обмениваясь документами. По некоторым данным, уже в это время Дзедушицкий выделял части фондов в специализированную библиотеку природоведческого музея, который находился в том же здании. После смерти Дзедушицкого в 1899 году специализированную библиотеку оставили в помещении музея, а основные фонды перенесли в дом № 17 на улице Курковой (ныне улица Лысенко). По состоянию на тот момент фонды насчитывали более 30 тыс. томов, уникальных рукописей, пергаментных грамот, автографов известных людей. В 1926 году библиотека насчитывала 48222 тома, в том числе 4 инкунабулы, 334 рукописи, 1820 автографов, 3000 гравюр. С приходом советской власти в 1939 году библиотеку национализировали и передали Оссолинеуму (львовский Оссолинеум — сейчас Научная библиотека им. Стефаника). В 1946 году часть библиотеки передана в Вроцлав. Научная библиотека Государственного музея действует и по сей день на улице Театральной, 18, в тех же помещениях, что и в XIX в.

## Персоналии
От 1855 года библиотекарем Дзедушицких был Юзеф Лозинский — бывший стипендиат и подопечный Юзефа Дзедушицкого. В 1859 — 1874 годы, когда библиотека работала в открытом режиме, в разное время на помощь Лозинскому дополнительно нанимали сотрудников. Преимущественно это были студенты, которые помогали обслуживать посетителей. Среди них, в частности: Юлиан Свйонткевич, Люциан Татомир, Станислав Юстиана, Казимеж Оказ, Станислав Худзикевич. Был среди них Александр Гиршберг — будущий библиотекарь библиотеки Оссолинских и титулярный профессор университета. После смерти Лозинского в 1899 году библиотекарем работала Мария Заячковская. Имея большой опыт библиотечной работы, Заячковская обработала алфавитный каталог рукописей, отредактировала хронологический каталог рукописных документов и обработала весь рукописный фонд библиотеки. В 1920 году Заячковская уволилась по состоянию здоровья, а через два года её место заняла Я. Вжоскувна. Позже опеку над библиотекой поручили Рудольфу Котили, непосредственно библиотекарем работал доктор-библиотековед Марьян де Лоґес.
Во время открытия 1 августа 1859 года было положено начало ведения торжественной памятной книги, которая позже использовалась как библиотечный журнал, с перерывами с 1859 до 1902 года. Книга содержит записи Владислава Мицкевича, Яна Матейко, Кароля Мярка с Миколовых, Вацлава Шимановского, Станислава И. Виткевича, Игнация Домейко, Ивана Франко, Михаила Грушевского и других известных личностей.